# エヴァン・エンディカ
エヴァン・エンディカ（Evan N'Dicka, 1999年8月20日 - ）は、フランス・パリ出身のサッカー選手。ASローマ所属。コートジボワール代表。ポジションはディフェンダー。ヌディカとの表記も見られるが、「N」が独立した音であるため誤りである。

## 経歴
13歳のときに、当時リーグ・ドゥに所属していたAJオセールに加入した。2017年1月27日のクレルモン・フット戦でデビュー。
2018年7月5日、アイントラハト・フランクフルトと5年契約を結んだ。加入直後から長谷部誠やダビド・アブラームらとポジションを争い、レギュラーを獲得することに成功する。2021-22シーズンでも主力として活躍し、プレミアリーグ方面からの獲得が噂された。
2023年6月7日にフランクフルト退団が発表され、同月21日にASローマにフリー移籍し、5年契約を締結した。9月17日、エンポリFC戦にスタメン出場し、移籍後初出場を果たした。

## 人物・エピソード
カメルーン人の父親とコートジボワール人の母親の間に生まれた。

## タイトル

### クラブ
アイントラハト・フランクフルト
- UEFAヨーロッパリーグ : 2021-22